# Dolenje Poljane
Dolenje Poljane je naselje u slovenskoj Općini Loškoj dolini. Dolenje Poljane se nalazi u pokrajini Notranjskoj i statističkoj regiji Notranjsko-kraškoj. 

## Stanovništvo
Prema popisu stanovništva iz 2002. godine naselje je imalo 8 stanovnika.